# Campiglione-Fenile

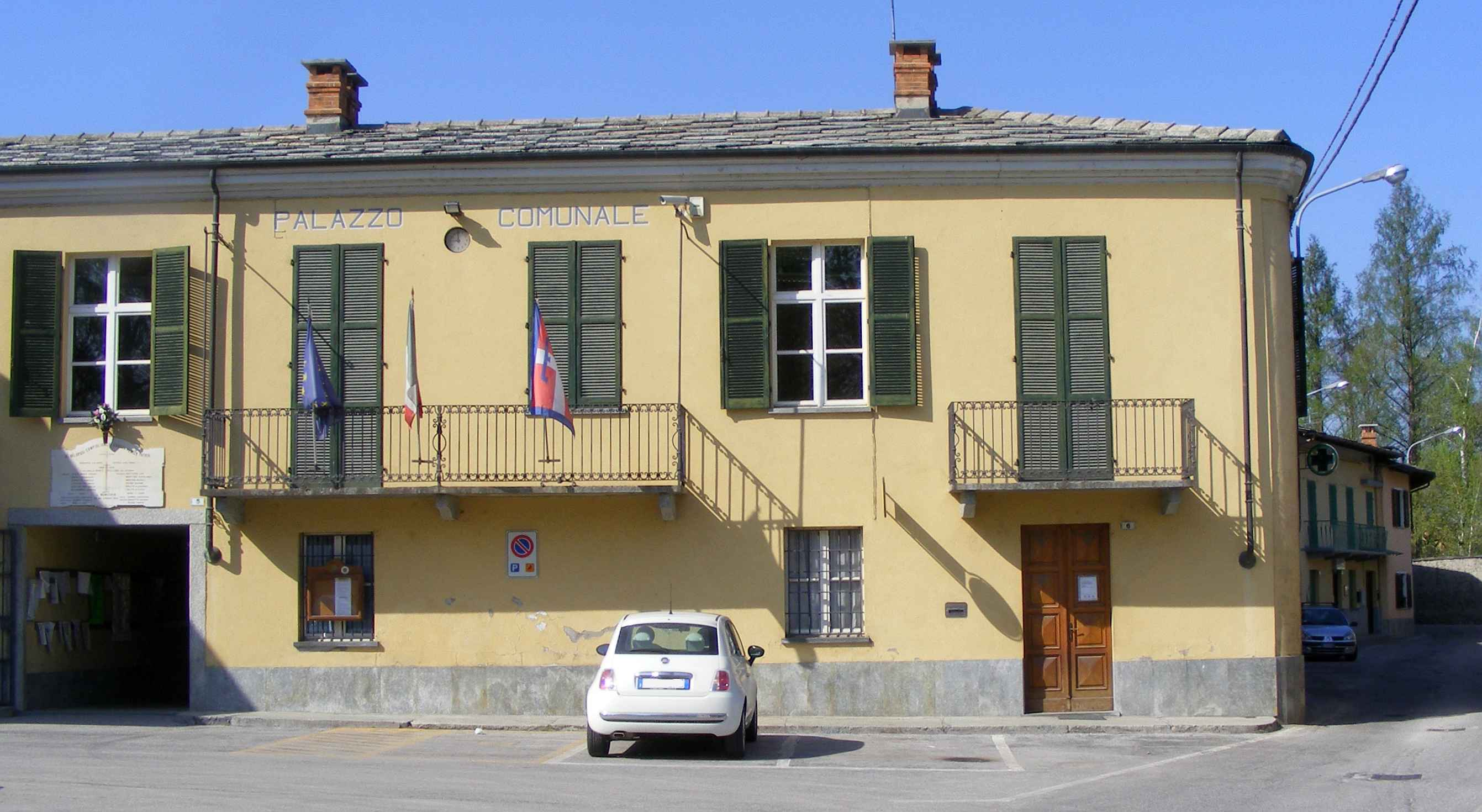
Gemeentehuis

Campiglione-Fenile is een gemeente in de Italiaanse provincie Turijn (regio Piëmont) en telt 1334 inwoners (31-12-2004). De oppervlakte bedraagt 11,1 km², de bevolkingsdichtheid is 120 inwoners per km².

## Demografie
Campiglione-Fenile telt ongeveer 566 huishoudens. Het aantal inwoners steeg in de periode 1991-2001 met 9,5% volgens cijfers uit de tienjaarlijkse volkstellingen van ISTAT.
| Jaar | Inwoneraantal |
| ---- | ------------- |
| 1991 | 1173          |
| 2001 | 1284          |

## Geografie
Campiglione-Fenile grenst aan de volgende gemeenten: Bricherasio, Cavour, Bibiana.
1. ↑  https://demo.istat.it/?l=it.